# Шамкенд
Шамкенд (азерб. Şamkənd) — село на севере Лачинского района Азербайджанской Республики.

## География
По данным местных жителей, территория, на которой была основана деревня, была довольно густым и высокогорным лесом.

## Топоним
В азербайджанском языке слово сосна используется в нескольких значениях. Одно из значений - сосна, которой была богата территория деревни.

## История
Поселение возникло в середине XIX века в результате того, что всего 3 семьи, принадлежавшие к племени Гасымушаги, поселились в зимовье под названием Шам.
Территория села Шамкенд с 1747 года входила в составе Карачорлинского магала, с 1840 года — Зангезурского участка Шушинского уезда, а с 1867 года — Зангезурского уезда. С 28 мая 1918 года по 28 апреля 1920 года входил в Зангезурский уезд Азербайджанской Демократической Республики.
После падения республики село входило в состав Зангезурского уезда Азербайджанской ССР, с июля 1923 года — Курдистанского магала в составе Джаванширского и Зангезурского уездов Елизаветпольской губернии. 8 апреля 1929 года Курдистанский магал был упразднен и включен в состав вновь образованного Лачинского района.
Село перешло под контроль вооруженных сил Армени в 1992 году. Большая часть жилых, социальных и хозяйственных построек была сожжена и разрушена. Сельское население было выселено из своих домов, часть из них поселилась в Агджебединском районе.
Село находится под контролем Вооруженных Сил Азербайджана с 1 декабря 2020 года.